# Chiến dịch Marauder
Chiến dịch Marauder là cuộc hành quân do Lữ đoàn 173 Dù và Tiểu đoàn 1, Trung đoàn Hoàng gia Úc (1 RAR) tiến hành ở Đồng Tháp Mười, Đồng bằng sông Cửu Long, Việt Nam Cộng hòa kéo dài từ ngày 1 đến ngày 8 tháng 1 năm 1966.

## Mở đầu
Mặt trận Dân tộc Giải phóng miền Nam Việt Nam (MTDTGPMNVN) đã dùng vùng Đồng Tháp Mười làm căn cứ từ lâu rồi. Chiến dịch Marauder đánh dấu lần đầu tiên quân đội Mỹ hoạt động tại khu vực này.

## Diễn biến
Ngày 1 tháng 1 năm 1966, Tiểu đoàn 1, Trung đoàn Bộ binh 503, Tiểu đoàn 2, Trung đoàn Bộ binh 503, 1 RAR và Khẩu đội C, Tiểu đoàn 3, Trung đoàn Pháo binh 319 bao gồm Khẩu đội 161, Pháo binh Hoàng gia New Zealand, từ tỉnh Hậu Nghĩa được không vận vào sân bay Ba Tri.
Ngày 2 tháng 1, 2/503 đã đổ quân xuống Bãi đáp Wine (10°49′19″B 106°24′14″Đ / 10,822°B 106,404°Đ) tiến hành giao tranh với toán Quân Giải phóng đang cố thủ tại đây. Sau trận chiến kéo dài một ngày, nhờ hỏa lực pháo binh và không quân yểm trợ, 2/503 đã tràn ngập vị trí của Quân Giải phóng, tìm thấy 111 người chết. Phần còn lại của chiến dịch chỉ thỉnh thoảng có đụng độ với Quân Giải phóng.:87
Ngày 3 tháng 1 năm 1966, hai viên đạn do Khẩu đội 161 bắn đã vô tình nã trúng Đại đội C, 2/503, giết chết ba lính dù và làm bị thương bảy người. Nguyên nhân vụ pháo kích nhầm này là do thuốc súng bị ẩm.
Binh lính Úc thuộc đơn vị 1 RAR cũng tham gia vào cuộc hành quân tuần tra mở rộng trong giai đoạn từ ngày 2 đến ngày 6 tháng 1. Họ có những cuộc đụng độ nhỏ, lẻ tẻ với quân địch trong vùng, giết chết hai người lính Quân Giải phóng. Ngoài ra, họ còn tìm thấy cả một kho đạn dược và một số kho gạo lớn. Ngày 5 tháng 1, xảy ra cuộc chạm trán giữa đội tuần tiễu với một trung đội Quân Giải phóng ở gần Hòa Khánh, nhưng đối phương đã cắt đứt liên lạc và bỏ chạy.
Ngày 6 tháng 1, 2/503 đã xác định được vị trí sở chỉ huy bị bỏ hoang của Tiểu đoàn 506, thu hồi vũ khí, đạn dược, bản đồ và danh sách nhân sự phía đối phương.

## Hậu quả
Chiến dịch Marauder chính thức kết thúc vào ngày 8 tháng 1 với những tuyên bố về tổn thất nặng nề về nhân mạng đã xảy ra với Tiểu đoàn Chủ lực 267 và sở chỉ huy Tiểu đoàn 506 của Quân Giải phóng.:88